# Formation des mots de l'espéranto
La formation des mots en espéranto désigne les procédés internes à la langue pour la création de nouveaux mots. Les deux procédés majoritaires de la langue sont la dérivation et la composition.

## Procédés de formation des mots
Pour un article plus général, voir Formation des mots.
Dans la Plena Analiza Gramatiko, Kalocsay et Waringhien se focalisent sur deux des procédés mis en place dans les langues pour former de nouveaux mots : la dérivation (utilisation d’affixes) et la composition (juxtaposition de plusieurs racines). Le présent article suit une structure similaire.

## Dérivation
Pour un article plus général, voir Dérivation lexicale.
Ce sont des petits mots indépendants et invariables, des morphèmes, peu nombreux (une centaine), mais très fréquents et essentiels. Ils sont réguliers et clairs. Ils permettent, en s'agglutinant à une racine le plus souvent lexicale, de construire logiquement de nouveaux mots lorsque cela a du sens. Les mots composés peuvent être présentés avec un tiret interne lors de l'initiation à la langue puis sans tiret pour la plupart des textes imprimés. On distingue les désinences non verbales (5) et verbales (6), les affixes au sens strict, préfixes (10) ou suffixes (40) et les prépositions (35). A partir d'une racine lexicale on peut construire ainsi logiquement et sans exceptions souvent entre 5 et 15 mots, parfois plus.

### Les désinences

#### Les cinq désinences non verbales
Les désinences, - ou finales détachables -, sont : -o, -a, -e, respectivement pour les substantifs, les adjectifs et les adverbes dérivés, -j pour le pluriel et -n pour l'accusatif au sens large, c'est-à-dire principalement le complément sans préposition. Le -j du pluriel (origine grecque et slave) se combine harmonieusement avec -o(j) et-a(j).

#### Les six désinences verbales
- trois pour les temps de l'indicatif : présent en -as, passé en -is, futur en -os ;
- trois pour les autres modes : infinitif en -i, impératif-volitif en -u, fictif ou conditionnel en -us.

Ainsi la racine parol'- donne parolo (parole), parola (oral), parole (oralement), paroli (parler) etc.

### Les affixes
L'espéranto possède une cinquantaine d'affixes (10 préfixes et 40 suffixes). Les principaux sont listés ci-dessous. Le débutant sera très rapidement confronté au préfixe mal- qui lui permet de trouver l'antonyme de nombreux mots, adjectifs ou verbes : bela (beau) et malbela (laid) ; lumo (lumière) et mallumo (obscurité) ; ami (aimer) et malami (détester) ; fermi (fermer) et malfermi (ouvrir) ; supren (vers le haut) et malsupren (vers le bas).
L'étymologie est indiquée entre parenthèses pour une langue, - Gr grec, Lat latin, It italien Fr français, En english, Ge allemand, Es espagnol, Port portugais, Ru russe, Pol polonais, mais est le plus souvent commune à plusieurs.

#### Principaux préfixes
| bo-  | parenté par alliance (Fr)                               | filo (fils) donne bofilo (beau-fils, gendre) fratino (sœur) donne bofratino (belle-sœur) patro (père) donne bopatro (beau-père, dans le sens père du conjoint ; à ne pas confondre avec "duon-patro" qui est le mari de la mère pour l'enfant d'un lit précédent) |
| dis- | dispersion (Lat, Fr)                                    | doni (donner) donne disdoni (distribuer) semi (semer) donne dissemi (disséminer) |
| ek-  | commencement, déclenchement (Gr)                        | dormi (dormir) donne ekdormi (s'endormir) pluvi (pleuvoir) donne ekpluvi (commencer à pleuvoir) |
| eks- | cessation d'une fonction ou d'un état social            | prezidanto (président) donne eksprezidanto (ex-président) edziĝi (se marier) donne eksedziĝi (divorcer) |
| fi-  | moralement méprisable                                   | virino (femme) donne fivirino (selon contexte: mégère, dévergondée, etc) komerco (commerce) donne fikomerco (activité mercantile) |
| ge-  | réunion des deux sexes (Ge Geschwister)                 | patro (père) donne gepatroj (parents) Sinjoro (monsieur) donne Gesinjoroj (Mesdames et messieurs) ; Gefratoj = Geschwister (frères et sœurs) |
| mal- | sens contraire (fr maladroit)                           | amiko (ami) donne malamiko (ennemi) fermi (fermer) donne malfermi (ouvrir) |
| mis- | action ratée, exécutée de travers (En)                  | kompreni (comprendre) donne miskompreni misunderstand (comprendre de travers) paŝo (pas) donne mispaŝo (faux pas) |
| pra- | éloignement dans les degrés de parenté et dans le temps | avo (grand-père) donne praavo (arrière-grand-père) arbaro (forêt) donne praarbaro (forêt vierge) ; pra-historio préhistoire |
| re-  | répétition, retour en arrière                           | fari (faire) donne refari (refaire) veni (venir) donne reveni (revenir) |

En outre, il est fréquent que les prépositions soient utilisées comme préfixes : al (à, vers) et veni (venir) se combinent en alveni (arriver) ; senespera (désespéré) vient de sen (sans) et d'espero (espoir).

#### Principaux suffixes
| -aĉ-   | péjoratif (It, tiré de cagnaccio cabot : cane, chien)                                           | skribi (écrire) donne skribaĉi (griffonner) ; vetero (temps (météo)) donne veteraĉo (temps de chien)                                                                         |
| -ad-   | action qui dure ou se réitère ; résultat d'une action                                           | promeni (promener) donne promenado (promenade) ; paroli (parler) donne paroladi (discourir)                                                                                  |
| -aĵ-   | objet caractérisé par l'idée du radical                                                         | leno (laine) donne lenaĵo (lainage) ; manĝaĵo (nourriture) ; novaĵo (nouveauté) ; ŝteli (voler) donne ŝtelaĵo (objet volé)                                                   |
| -an-   | membre d'une collectivité, adhérent (It Italiano)                                               | kristano (un chrétien) ; marksano (un Marxiste) ; usonano (un citoyen des États-Unis)                                                                                        |
| -ar-   | groupe d'êtres ou d'objets de même espèce (Lat herbarium : herbier)                             | vorto (mot) donne vortaro (dictionnaire) ; homo (homme) donne homaro (humanité) ; arbo (arbre) donne arbaro (forêt)                                                          |
| -ĉj-   | diminutif caressant masculin (Ru)                                                               | patro (père) donne paĉjo (papa) ; frato (frère) donne fraĉjo (frangin, frérot)                                                                                               |
| -ebl-  | possibilité                                                                                     | kredi (croire) donne kredebla (crédible) ; vidi (voir) donne videbla (visible)                                                                                               |
| -ec-   | qualité abstraite (It belezza beauté),                                                          | amiko (ami) donne amikeco (amitié) ; infano (enfant) donne infaneco (enfance)                                                                                                |
| -eg-   | augmentatif (Gr apocope de mega)                                                                | domo (maison) donne domego (palace) ; ridi (rire) donne ridegi (s'esclaffer) ; varma (chaud) donne varmega (brulant)                                                         |
| -ej-   | lieu affecté à...(Ge)                                                                           | lerni (apprendre) donne lernejo (école) ; vendi (vendre) donne vendejo (magasin)                                                                                             |
| -em-   | marque le penchant, la tendance, qui aime                                                       | ludi (jouer) donne ludema (joueur) ; paroli (parler) donne parolema (bavard)                                                                                                 |
| -end-  | obligation passive, qu'il faut                                                                  | legi (lire) donne legenda (à lire) ; fari (faire) donne farenda (à faire) |
| -er-   | unité constitutive, le plus petit élément (Gr apocope de meros)                                 | salo (sel) donne salero (grain de sel) ; pano (pain) donne panero (miette) ; mono (argent) donne monero (pièce)                                                              |
| -estr- | dirigeant (It maestro)                                                                          | estri (commander) ; estro (chef) ; urbo (ville) donne urbestro (maire de la ville, bourgmestre)                                                                              |
| -et-   | petitesse                                                                                       | domo (maison) donne dometo (maisonnette) ; bela (beau) donne beleta (joli, mignon) ; varma (chaud) donne varmeta (tiède) ;                                                   |
| -id-   | descendant direct Gr Pelopides (fils de Pelops)                                                 | kato (chat) donne katido (chaton) ; ĉevalo (cheval) donne ĉevalido (poulain)                                                                                                 |
| -ig-   | rendre tel ou tel                                                                               | pura (propre) donne purigi (nettoyer) ; morti (mourir) donne mortigi (tuer)                                                                                                  |
| -iĝ-   | devenir tel ou tel                                                                              | sidi (siéger) donne sidiĝi (s'asseoir) ; ruĝa (rouge) donne ruĝiĝi (rougir)                                                                                                  |
| -il-   | outil                                                                                           | ŝlosi (fermer à clef) donne ŝlosilo (clef) ; razi (raser) donne razilo (rasoir)                                                                                              |
| -in-   | sexe féminin                                                                                    | reĝo (roi) donne reĝino (reine; lat, it regina; En queen, Ge königin, Ru tsarine, Esp, Port rainha) ; kuzo (cousin) donne kuzino (cousine) ; koko (coq) donne kokino (poule) |
| -ind-  | éventualité d'une action qui mérite d'être faite                                                | leginda (à lire) ; ridinda (ridicule) ; kredinda (croyable) |
| -ing-  | contenant partiel (Ge, apocope de Ring anneau)                                                  | cigaredo (cigarette) donne cigaredingo (fume-cigarette) ; glavo (glaive) donne glavingo (fourreau de glaive)                                                                 |
| -ism-  | doctrine                                                                                        | komunismo (communisme) ; kristismo (christianisme) ; aktivismo (activisme) ; seksismo (sexisme)                                                                              |
| -ist-  | profession                                                                                      | floro (fleur) donne floristo (fleuriste) ; instrui (enseigner) donne instruisto (instituteur) ; viando (viande) donne viandisto (boucher)                                    |
| -nj-   | diminutif caressant féminin (Ru), appliqué à la première ou aux deux premières syllabes du mot) | patrino (mère) donne panjo (maman) ; fratino (sœur) donne franjo (frangine, sœurette)                                                                                        |
| -obl-  | multiplicatif (Esp doble)                                                                       | duobla (double) ; trioble (triplement) |
| -on-   | fractionnaire                                                                                   | duona (moitié de) ; centono (un centième) |
| -op-   | collectif (inversion de la préposition po?)                                                     | duope (par deux) ; triope (par trois) |
| -uj-   | contenant total (Fr, terminaison de étui?)                                                      | salujo (salière) piprujo (poivrière) ; supujo (soupière) |
| -ul-   | individu caractérisé par un trait particulier (Lat garrulo, bavard)                             | kontraŭ (contre) donne kontraŭulo (un adversaire) ; stulta (stupide) donne stultulo (un sot) ; Eternulo (L'Éternel=Javeo)                                                    |
| -um-   | suffixe à sens indéterminé (Lat) tiré de podium...                                              | kolo (cou) donne kolumo (col de chemise) ; plena (plein) donne plenumi (accomplir)                                                                                           |

#### Catégories d'affixes[2].

##### Les préfixes expriment
- des relations sociales : bo- ; eks- ; fi- ; ge- ; pra- ;
- des aspects verbaux : ek- ; re-- ;
- des modifications de sens du radical équivalant en quelque sorte à des adverbes : dis- ; mal- ; mis-.

##### Les suffixes correspondent aux catégories grammaticales

###### Suffixes nominaux
- pour des noms de personnes : -ul ; -an ; -in ; -id ; -ist ; -estr ;
- pour des noms de choses: -aĵ et -il ; -ar et -er ; -ej, -ing et -uj ;
- pour des noms abstraits : -ec et -ism.

###### Suffixes adjectifs
- -em ; -iv (possibilité active) et -ebl (possibilité passive); -ind et -end ;

###### Suffixes verbaux
- participes actifs : passé -int ; présent -ant ; futur-ont
- participes passifs: passé -it ; présent -at ; futur -ot ;
- voix factitive -ig et moyenne -iĝ
- aspect duratif -ad.

###### Suffixes numéraux
multiplicatif -obl ; fractionnaire -on ; collectif -op.

###### Suffixes universels
Ils peuvent s'adapter à tous radicaux pour former indifféremment des noms, adjectifs ou verbes.
-et, -eg ; -aĉ et -um

#### Affixes scientifiques complémentaires
A ces affixes de base s'ajoutent quelques dizaines d'affixes scientifiques et techniques communs aux principales langues scientifiques européennes et pour la plupart d'origine grecque et latine

### Les prépositions (34)
Elles sont en nombre restreint (34) et sont souvent utilisées aussi comme préfixes dans les mots composés. L'étymologie en est majoritairement latine (Lat), mais aussi grecque (Gr), italienne (It), française (Fr), allemande (Ge), et beaucoup plus rarement russe (Ru) ou polonaise (Pol) notamment ; pr : prononcer. Elles ont un sens précis et il suffit de consulter la liste pour en connaître dès l'abord l'emploi correct :
al vers (Lat ad dans des formes assimilées comme Fr al-louer) al-porti apporter ;
anstataŭ au lieu de (Ge anstatt) anstataŭ-anto remplaçant ;
antaŭ (Lat ante) antaŭ-hieraŭ avant-hier ; malantaŭ derrière ;
apud chez (Lat apud) apud-esti voisiner
ĉe tout près de, chez (Fr) ĉe-esti être présent ;
ĉirkaŭ autour de (Lat, It circa pr. ĉirca) ĉirkaŭ-brako bracelet ;
da de, après un nom de mesure (It da) ;
de de (Lat. Fr de);
dum pendant (Lat. dum) dum-viva viager ;
ekster hors de, sans mouvement (Lat exterior), ekster-igi faire sortir ;
el hors de, avec mouvement (Lat e, ex) el-iri sortir ;
en dans, (Fr en) en-fermi enfermer ;
ĝis jusqu'à (Fr jusque avec influence de Ge bis) ĝis-nuna antérieur (litt. jusqu'à maintenant) ;
inter entre (Lat inter), inter-akto entracte
kontraŭ contre (Fr, It) kontraŭ-ulo contradicteur ;
krom outre, sauf (Ru) ;
kun avec (Lat. cum) kun-labori collaborer;
laŭ selon (Ge laut) laŭ-vole à volonté;
malgraŭ malgré (Fr, It malgrado) ;
per au moyen de, avec (Lat, It per) per-anto intermédiaire ;
po à raison de (Ru, Pol po) po-tage par jour ;
por pour, sens de but (Esp por) por-tempa temporaire ;
post après (Lat post) poste-ulo successeur ;
preter au delà de, en longeant (Lat praeter) preter-lasi laisser de côté, omettre ;
pri au sujet de (Gr peri, Ru pri auprès de) pri -pensi réfléchir ;
pro à cause de, pour (Lat. pro, propter) pro-labora pago le prix du travail ;
sen sans (Lat. sine, Fr sans, It senza) sen-frukta infructueux ;
sub sous (Lat sub) sub-tera souterrain ;
super au-dessus de (Lat super) super-ulo un supérieur;
sur sur (Fr) sur-meti enfiler (un vêtement) ; 
tra à travers (It tra) tra-veturi traverser (en voiture) ; 
trans au-delà de, en passant par-dessus (Lat trans) trans-igi faire passer, transmettre.
Enfin, pour les cas où le rapport à exprimer est si vague qu'aucune des prépositions ci-dessus ne semble satisfaisante, l'espéranto a une préposition "vide" qui joue le rôle de joker par rapport aux autres : c'est la préposition je (Ge je). Ex. je la dua : à 2 heures.

### Autres mots grammaticaux et fonctionnels
La grammaire est en grande partie lexicalisée. Les séries de mots grammaticaux, - numération, pronoms et dérivés -, sont régulières. Avec les affixes et désinences, ce sont les mots les plus fréquents de la langue et parmi les premiers à apprendre Voir la grammaire de l'espéranto

#### Un seul article défini
la = le, la, les, comme the en anglais ; il n'y a pas d'article indéfini, comme pour le pluriel de ce dernier en anglais. L'existence de genres grammaticaux étant inutile pour la transmission de l'information, à l'instar de l'anglais, du chinois, du japonais, l'espéranto ne l'a pas conservée.

#### La formation régulière des numéraux
13 adjectifs numéraux cardinaux, invariables, permettent de compter jusqu'à 999 999 : 0 nul; 1 unu; 2 du; 3 tri; 4 kvar; 5 kvin; 6 ses; 7 sep; 8 ok; 9: naŭ; 10 dek; 100 cent; 1000 mil; À partir du million, les nombres utilisent des noms en milion ou miliard, non invariables. Les nombres intermédiaires se forment à l'aide de ces nombres de base, selon une règle qui veut que les nombres de base multiplient les unités supérieures (dek, cent, mil) quand ils les précèdent et s'additionnent à elles quand elles les suivent. par ex. 12 : dekdu ; 20 : dudek ; 22 : dudek du ; 403 : kvarcent tri...
Les ordinaux se forment ajoutant aux nombres cardiaux le -a de l'adjectif : par ex. unua (premier) ; pour les noms de quantité on y ajoute le -o du sustantif unu dekduo une douzaine ; pour les fractionnaires on ajoute le suffixe -on, par ex. tri-ono un tiers, cent-ono un centième... Les multiplicatifs ont le suffixe -obl, du-obla double, dek-obla décuple.

#### Les pronoms personnels, adjectifs et pronoms possessifs
mi (je) ; ci (tu, peu employé) ; vi (tu ou vous); li (il); ŝi (elle) ; ĝi (il neutre, pour chose ou vivant sans considération de sexe); ni (nous); ili (ils ou elles); si (se, réfléchi); oni (on, impersonnel). Pour obtenir le pronom complément, on ajoute -n, ex. min (me), etc.
Les adjectifs et pronoms possessifs : mia (mon) etc; la mia (le mien), etc., en sont dérivés régulièrement.

#### Les conjonctions ou mots de liaison
de coordination :
exemples : aŭ ou (Lat aut) ; ĉar car (Fr) ; do donc ; kaj et (Gr kai) ; nu or (Ge, Ru) ; sed mais (Lat) ; tamen pourtant (Lat) ;
de subordination:
exemples : ke (que); kvankam bien que, quoique (Lat quanquam), kvazaŭ comme si (Lat quasi), etc.

#### Les pronoms corrélatifs et adverbes de relation dits«tabel-vortoj»ou mots du tableau
Dans les langues slaves et en grec on observe une forte symétrie entre ces mots, ce qui facilite la mémorisation. Zamenhof a reproduit cette symétrie, en la simplifiant. L'espéranto distingue, en syllabes initiales, cinq radicaux selon leur nature: i- pour les indéfinis, ki- pour les interrogatifs-relatifs, ti- pour les démonstratifs, ĉi pour les collectifs, neni- pour les négatifs. Ces cinq radicaux sont construits avec des terminaisons indissociables, quatre pour les pronoms-adjectifs, respectivement -u pour les individualités comme kiu (qui, lequel); -o pour les choses comme kio (quoi?), nenio (rien) ; -a pour la qualité comme kia (quel), tia (tel) ; -es pour l'appartenance comme kies (à qui est-ce?, dont) ; les cinq radicaux sont joints aussi à cinq terminaisons d'adverbes relatifs, -e pour le lieu comme kie (où ; en where), -am pour le temps comme kiam (quand?) neniam (jamais), -om pour la quantité comme kiom (combien?), -al pour la cause comme kial (pourquoi?), -el pour la manière comme kiel (comment). Ces 14 éléments initiaux et finaux (5 + 9) permettent ainsi de mémoriser 5 X 9 soit 45 éléments possibles, une bonne moitié étant souvent utilisée.

#### Autres mots fonctionnels: adverbes simples
En dehors des adverbes dérivés terminés en -e, il en existe d'autres en particulier dans le tableau particulier des « tabel-vortoj » (supra), ainsi que ceux de la liste suivante (32 éléments), dont les racines sont majoritairement monosyllabiques ou terminées en -aŭ, ceci notamment afin de faciliter la prononciation de la consonne finale.

#### Adverbes de manière
ĉu ? (est-ce-que) ; ja (de fait) ; jes (oui) ; ne (non, ne...pas) ; ajn (n'importe) ex. iu ajn (n'importe qui) ; eĉ (même) ; jen (voici) ; mem (même) : après un pronom personnel il insiste sur l'identité, ex. li mem (lui même) ; tre (très) ;
adiaŭ (adieu) ; almenaŭ (au moins) ; ankaŭ (aussi) ; apenaŭ (à peine) ; kvazaŭ (quasiment, comme si) ; preskaŭ (presque)

#### Adverbes de temps
jam (déjà) ; ĵus (juste, à l'instant) ; nun (maintenant) ; plu (plus longtemps) ; tuj (tout de suite) ;
ankoraŭ (encore) ; baldaŭ (bientôt) ; hieraŭ (hier) ; hodiaŭ (aujourd'hui) ; morgaŭ (demain)

#### Adverbes de lieu
ĉi (-ci), par ex. tiu ĉi (celui-ci) ; for (loin)

#### Adverbes de quantité
ju... des (plus... plus) ; nur (seulement) ; pli... ol (plus... que – comparatif) ; plej (le/la plus – superlatif) ; tro (trop).
Ces environ 200 petits mots fonctionnels invariables ou morphèmes sont tous dérivés des principales langues de communication internationales. Ils sont parmi les plus fréquents et les premiers à apprendre. Ils structurent les phrases et les radicaux lexicaux qui sont en général plus internationalisés et reconnaissables.

### Radicaux lexicaux
La plus grande part des composants invariables du vocabulaire de l'espéranto est formée par des « radicaux » lexicaux ou lexèmes.
Un radical en espéranto possède un sens propre, mais il ne peut apparaître le plus souvent que terminé par une désinence, c'est-à-dire une finale autonome et détachable, indiquant sa classe grammaticale (nom en -o, adjectif en -a, adverbe dérivé en -e, infinitif du verbe en -i).
- Certains radicaux évoquent par eux-mêmes des êtres vivants, et induisent de ce fait des terminaisons en -o, comme amik- (ami), tajlor- (tailleur), infan-, ĉeval- (cheval), azen- (âne), hund- (chien), bov- (bœuf), arb- (arbre), flor- (fleur), roz- (rose), herb- (herbe),...
- D'autres radicaux évoquent naturellement des objets et induisent aussi des terminaisons en -o, comme krajon- (crayon), bros- (brosse), dom- (maison), sun- (soleil), sabl- (sable)...
- D'autres encore évoquent des notions abstraites qui induisent aussi des terminaisons en -o, comme pens- (pensée), program- (programme), poem- (poème)...
- De nombreux radicaux renvoient à des actions ou des processus, et se complètent alors principalement par des suffixes en -i, comme dir- (dire), far- (faire), labor- (travailler), mov- (bouger), ven- (venir), frap- (frapper), lud- (jouer), etc.
- D'autres radicaux évoquent naturellement des attributs ou qualités, et se complètent naturellement par des terminaisons en -a, comme bel- (beau), bon- (bon), grav- (grave, considérable), ruĝ- (rouge), varm- (chaud), ĝust- (juste, correct), pret- (prêt), etc.

#### Approfondissement
Il existe des groupes et catégories différents, outre ce qui précède. Certains radicaux sont difficiles à catégoriser, certaines ont plusieurs significations, et d'autres ont une signification très spéciale. Mais tous les radicaux apportent leur propre sens. Pour utiliser correctement un radical avec des suffixes différents, il faut connaître son sens propre. Le sens du radical est identique à celui de la forme en -o (quand celle-ci est utilisée) ; et un radical peut avoir plusieurs sens connexes, qui se répercutent alors sur la forme en -o et la manière d'utiliser les formes dérivées.
Un exemple est la différence entre les radicaux komb- (de l'anglais comb, le peigne) et bros- (du français brosse). Les sens des deux verbes kombi (peigner) et brosi (brosser) sont très proches. Mais les formes en -o montrent que les radicaux sont en réalité de nature très différente : kombo désigne l'action de peigner (et le dictionnaire le donne par conséquent sous une forme en -i), tandis que broso est l'instrument permettant de brosser. Une terminaison en -i leur donne à tous deux un sens d'action, ce qui ne change pas le sens du radical pour kombi, mais change celui de brosi qui doit non pas évoquer la brosse (instrument) mais l'action qu'elle permet généralement de réaliser (brosser). Le nom désignant l'action est kombo pour l'un (dont le radical réfère à l'action) mais brosado pour l'autre (-ad désigne l'action réalisée par la forme en -i). Et inversement, le nom de l'instrument permettant de réaliser cette action est broso d'un côté, mais kombilo pour l'autre (-il- formant les instruments). De même, les adjectifs nobla (noble) et nobela (qui a le caractère d'un noble) peuvent paraître de même sens, mais les radicaux désigne des choses différentes : noblo (ce qui fait la noblesse=la dignité) ne se confond pas avec nobelo (un noble=non roturier) ; pour désigner la qualité sur ce dernier radical il faudrait passer par le suffixe -ec- (nobeleco, relatif à la classe de la noblesse), c'est-à-dire que nobla (noble= digne) est l'équivalent grammatical de nobeleca, ayant qualité d'appartenir à la noblesse).
Une autre manière de voir ces différences est d'associer un radical à une terminaison de base, reflétant le sens propre du radical. Dans cette optique, le mot de base est broso dans un cas (le sens de base est l'outil) mais kombi dans l'autre (le sens de base est celui d'une action). Les formes de base étant différentes, le résultat des différentes dérivations sera aussi différent. Cette approche est plus naturelle, mais peut conduire à des erreurs, parce qu'il n'est pas toujours évident de déterminer quelle doit être la forme de base.

## Composition
Pour un article plus général, voir Mot composé.
De même, par composition lexicale, des mots dérivés peuvent être créés. Ainsi les verbes vidi (voir) et povi (pouvoir) peuvent se combiner en vid-pova (capable de voir, c'est-à-dire non aveugle).

### Mots composés
La forme de composition la plus fréquente combine deux radicaux : l'élément principal, qui donne son sens général au terme et se place à la fin comme en anglais ou en allemand ; et un terme spécificatif, placé au début, qui donne un contexte particulier dans lequel le terme général doit être compris. Ainsi, à partir du radical ŝip (bateau, cf anglais ship) on peut former :
- vapor-ŝipo, un bateau à vapeur (vaporo montrant la manière dont le bateau est propulsé)
- balen-ŝipo, une baleinière, un bateau pour la pêche à la baleine (baleno indiquant l'objet chassé)
- puŝ-ŝipo, un bateau pousseur (puŝi = pousser, cf anglais to push, indiquant la fonction du bateau)
- aer-ŝipo, un vaisseau aérien (aero indique le milieu dans lequel il évolue).

Dans tous ces mots composés, la signification de base est toujours celle d'un navire, le type de navire étant précisé par le contexte évoqué par le radical mis en préfixe. Le radical mis en préfixe peut également servir à spécifier une partie de l'élément principal, comme dans antaŭ-brako (bras de devant = avant-bras) ou Orient-Eŭropo (Europe de l'Est). Ce premier terme peut souvent se traduire par un qualificatif, ou comme une précision contextuelle introduite par de. On aura ainsi, à partir du radical ruĝ- (rouge) :
- hel-ruĝo, rouge clair (hela, clair, de l'allemand hell).
- sang-ruĝo, rouge sanguin, le rouge du sang.
- maten-ruĝo, le rouge du matin, donc la lumière de l'aube.

#### Approfondissement
Les combinaisons de plus de deux radicaux peuvent théoriquement se comprendre de plusieurs manières. Aucune règle autre que le bon sens ne dit que dans ŝarĝ-vapor-ŝipo (cargo à vapeur), l'élément principal est le composé vaporŝipo spécifié par ŝarĝ, alors que dans aer-ŝip-asocio (aéro-club), l'élément principal est asocio spécifié par le composé aerŝip. On pourrait éventuellement comprendre une décomposition alternative aer-ŝipasocio comme « bateliers aériens », mais ŝarĝvapor-ŝipo n'aurait aucun sens faute de pouvoir interpréter ce que peut être une « vapeur de charge » ou une « vapeur chargée » (?). Des combinaisons plus longues sont théoriquement possibles, mais deviennent rapidement illisibles et peuvent souvent être avantageusement remplacées par des formulations en plusieurs mots : vapor-ŝip-asoci-membro-kun-ven-ej-o est aussi indigeste que le « lieu de venue de réunion de membres d'association de bateaux à vapeur », et est avantageusement remplacé par « kun-ven-ejo por membroj de vapor-ŝip-asocio » (siège de réunion des membres du yacht-club).
On pourra noter dans ce dernier exemple que la liaison entre les deux radicaux membr- et kun- bénéficie d'un -o- intercalaire. Cette voyelle est ici euphonique, et est destinée à faciliter l'articulation et la compréhension du mot composé.
Le sens d'un mot composé peut être différent du sens littéral, mais résulte d'une tradition culturelle et linguistique. Ainsi, ter-kultur-isto est littéralement un individu dont la profession est de cultiver la terre, mais un « agri-culteur » peut faire beaucoup d’autres choses, comme élever du bétail. De même, fal-ŝirm-ilo peut littéralement désigner tout instrument destiné à empêcher de tomber, comme une cane ou un harnais de sécurité, mais de même qu'en français l'usage veut que l'on désigne ainsi spécifiquement un « parachute ». Inversement, un même concept peut souvent être désigné par de nombreuses combinaisons équivalentes, l'usage n'en retenant qu'une seule. Ainsi, un timbre-poste se dit « poŝt-marko », mais aurait tout autant pu être désigné par exemple par poŝtosigno, letermarko, ou afrankmarko.
La facilité avec laquelle l'espéranto forme des mots composés ne doit pas conduire à l'impression erronée que d'une manière générale, un substantif peut être préfixé par un radical de sens qualificatif pour former un mot composé. Effectivement, cette composition est régulière, et la composition lexicale se comprend à travers les radicaux ainsi associés. Ainsi, la signification de poŝtmarko peut se déduire des expressions poŝta marko (marque postale) ou marko de poŝto (marque de poste). Cependant, la forme composée n'est pas équivalente à ces expressions, elle marque que le lien entre le terme principal et son spécificatif est de nature essentielle, alors que l'expression n'indique qu'un lien potentiellement accidentel : dik-fingro désigne un gros orteil ou un pouce (lesquels peuvent par ailleurs être maigres), alors que dika fingro désigne un doigt gros. Le spécificatif dans un mot composé ne montre pas comment est l'individu, mais de quelle espèce il est. On ne peut donc pas dire blu-okulo pour signifier blua okulo (aux yeux bleu), parce que cette construction marque que l'œil est d'une nature particulière, laquelle est caractérisée ou évoquée par le bleu (ce pourrait par exemple être un œil au beurre noir).

#### Voyelles euphoniques des mots composés
Dans les mots composés, la prononciation peut être problématique, quand un radical terminé par une ou deux consonnes doit être suivi par un autre radical commençant par une ou deux consonnes. Dans ce cas, l'insertion d'une voyelle euphonique peut être nécessaire, et la nature de cette voyelle (qui peut être -o-, -e- ou parfois -i-) dépend de ce que signifie la locution d'origine.
Un terme comme mult-branĉa peut se comprendre :
- à partir de « kun multaj branĉoj » (avec des branches nombreuses), donnant multa-branĉa ;
- ou comme « kun multe da branĉoj » (avec beaucoup de branches), donnant multe-branĉa.

L'ajout d'un -o- euphonique est assez fréquent dans la formation de mots composés, et il l'est d'autant plus dans les cas où la terminaison en -o est fréquente dans d'autres langues, par exemple tous les composés formé sur le radical radi-, pour lesquels le terme international correspondant est formé sur radio-.
La voyelle euphonique -a- est rarement utilisée. Toutefois, on peut la trouver : Tri-masta-barko (barque trois-mats) mais plutôt pour des raisons de sens : « unu-eco » (unité qualité) est différent de « unua-eco » (= unua-rang-eco : primauté).

### Locutions
Des mots non élémentaires peuvent également être formés en assemblant sous forme d'un mot unique un groupe de mots formant une locution. De telles formations ne suivent pas la règle des mots composés, voulant que le spécificatif se place avant le terme principal.
Dans la lexicalisation d'une locution, seuls sont normalement conservés les radicaux et mots grammaticaux nécessaires au sens ; les terminaisons sont normalement éliminées, bien que les désinences soient parfois conservées pour des raisons euphoniques.
- sur tablo : sur la table → [sur tablo]-A → surtabla.
- dum unu tago : pendant un jour → [unu tago]-A → unutaga : qui dure un jour.
- kun sia vizaĝo al la tero : avec son visage vers le sol → [vizaĝo al tero]-E → vizaĝ-al-tere : tête basse.

Les locutions peuvent avoir un radical verbal sous-entendu quand elles sont employées avec un suffixe en -i, lequel implique une idée d'action. Ainsi :
- per laboro : par le travail, en travaillant → per-labori = [per laboro]-(akiri)-I : obtenir quelque chose en travaillant.
- fiŝojn kapti : attraper des poissons → fiŝ-kapti = [fiŝojn kapti]-(provi)-I : essayer d'attraper du poisson : il est un fait notoire qu'un pêcheur peut passer des heures à pêcher sans attraper un seul poisson.

De ce point de vue, fiŝkapti se distingue de mots comme leter-skribi ou voĉ-doni, lesquels sont de simples mots composés sans action sous-entendue.
De même, la finale en -o peut correspondre à un terme sous-entendu, dénotant une construction par locution :
- tri anguloj : trois angles → tri-angulo = [tri anguloj]-(figuro)-O : figure formée par trois angles.
- unu tago kaj unu nokto : un jour et une nuit → tag-nokto = [unu tago (kaj) unu nokto]-(periodo)-O : une période de 24 heures.
- nova jaro : nouvel an → nov-jaro = [nova jaro]-(tago)-O : le jour du nouvel an.

Il est possible d'ajouter des affixes à ces locutions :
- surda kaj muta : sourd et muet → surda-mut-ulo = [surda (kaj) muta]-UL-O : une personne sourde et muette.
- en liton : dans le lit → en-lit-igi = [en liton]-IG-I : mettre au lit.
- arte fari : faire selon l'art → arte-far-ita = [arte fari]-IT-A : qui a été fait selon l'art (=artificiel).

Noter sur ce dernier exemple que arte-far-ita ne dérive pas d'un hypothétique *artefari. Ici, l'élément principal est le suffixe -it-, et l'élément de contextualisation est l'expression arte fari.
Une même association de radicaux peut parfois être interprétée soit comme un mot composé, soit comme une locution lexicalisée : antaŭ-ĝardena peut se comprendre comme « quelque chose qui se trouve devant le jardin » (locution) ou comme « relatif à la partie avant du jardin » (mot composé). Ou encore, sub-oficir-a peut se comprendre comme « se trouvant sous un officier » (locution) ou comme « relatif à un sous-officier » (mot composé).

## Critiques
D’après la Plena Analiza Gramatiko, il est possible d’adopter deux points de vue différents pour les critiques : interne et externe.

## L'assimilation généralisatrice
Les procédés permettent "l'assimilation généralisatrice" décrite par Jean Piaget et résumée par Claude Piron dans "Le défi des langues", l’étude de la tendance la plus puissante du cerveau humain cherchant à s’exprimer : celle que Piaget a appelée assimilation généralisatrice (un élément repéré comme signifiant est généralisé à l’ensemble de l’expression)". L'apprentissage de ce qui peut être généralisé est rapide, alors que les irrégularités, nombreuses dans les principales langues flexionnelles européennes (écriture non phonétique, verbes irréguliers, etc.), sont longues à assimiler. Ces procédés sans exceptions diminuent donc dans une proportion importante le nombre de radicaux et de nettement plus de 60 % celui des mots à apprendre ; ils accélèrent très nettement l'apprentissage.
Chaque élément ou morphème (racine, affixe, désinence) est considéré comme un petit mot indépendant et invariable, ce qui fait comparer l'espéranto à un jeu de lego. Par exemple flor-ist-o, fleuriste est composé de 3 éléments: -o signifie un substantif; -ist = spécialiste et flor = fleur
"Le lexique de l'espéranto peut s'écrire dans un tableau à double entrée", selon Claude Piron, Une langue simple peut-elle être une langue à part entière : par exemple en lignes les racines, et en colonnes les désinences grammaticales et les affixes.